# Arctia rubra
Arctia rubra là một loài bướm đêm thuộc phân họ Arctiinae, họ Erebidae.